# ريد روشا
ريد روشا (بالإنجليزية: Red Rocha)‏ مواليد 18 سبتمبر 1923 في هاواي - الوفاة 13 فبراير 2010، كان لاعب كرة سلة أمريكي تحول إلى التدريب بعد الاعتزال. بدأ مسيرته الاحترافية في سنة 1947. بلغ طوله 6 قدم 9 بوصة (2.1 م). اعتزل اللعب في 1957. فاز بلقب دوري إن بي إيه. شارك مرتين في مباراة كل النجوم.

## المسيرة الاحترافية
لعب مع بالتيمور باليتس في موسم 1950–51 ، ثم لعب مع فيلادلفيا سفنتي سيكسرز من سنة 1951 إلى 1956، ثم لعب مع ديترويت بيستونز في موسم 1956–57 .

## روابط خارجية
- ريد روشا على موقع إن بي أي (الإنجليزية)
- ريد روشا على موقع سبورتس رفرنس (الإنجليزية)
- ريد روشا على موقع كلية كرة السلة في سبورتس رفرنس.كوم (الإنجليزية)
- ريد روشا على موقع ريلجم (الإنجليزية)
- ريد روشا على موقع بروبوليرز (الإنجليزية)
- ريد روشا على موقع سبورتس رفرنس (الإنجليزية)
- ريد روشا على موقع كلية كرة السلة في سبورتس رفرنس.كوم (الإنجليزية)
- ريد روشا على موقع قاعة هاواي للمشاهير الرياضية (مؤرشف) (الإنجليزية)